# Virgílio de Castilho
Virgílio de Castilho Barbosa Filho (Rio de Janeiro, 25 de julho de 1975) é um triatleta profissional brasileiro.
Virgílio de Castilho representou o país nos Jogos Pan-Americanos de 2003 e de 2007,  ficando em 2º e 13º respectivamente.